# Марченко, Максим Михайлович
Максим Михайлович Марченко (укр. Максим Михайлович Марченко; род. 10 февраля 1983, Славянск, Донецкая область) — украинский военный и государственный деятель. Председатель Одесской областной государственной администрации с 1 марта 2022 по 15 марта 2023 года. Полковник.

## Биография
Родился 10 февраля 1983 года в семье строителей в городе Славянске Донецкой области Украинской ССР СССР.
В 2005 году окончил Харьковский институт танковых войск имени Верховной Рады Украины, после выпуска служил командиром учебного взвода в 169-м учебном центре «Десна», дослужился до командира батальона.
В 2014 году составе ротно-тактической группы принимал участие в антитеррористической операции в Донбассе на должности командира механизированной роты. Ротно-тактическую группу собирали из контрактников и офицеров 169-го учебного центра «Десна».
После этого был отозван для обучения в командно-штабном институте применения войск (сил) Национального университета обороны Украины имени Ивана Черняховского, который окончил в 2016 году. За два месяца до окончания университета был переведен на заочную форму обучения — снова уехал воевать. Назначен на должность командира 24-го отдельного штурмового батальона «Айдар».
В 2017 году был назначен заместителем командира 92-й механизированной бригады, где пробыл недолго, поскольку в течение года руководил другой бригадой. Участник боевых действий на востоке Украины. Командир 28-й механизированной бригады Сухопутных войск Украины с 2018 по 2021 год.
В апреле 2019 года присвоено звание полковника.
1 марта 2022 года, после начала вторжения России в Украину, был назначен главой Одесской областной государственной администрации, сменив на этом посту Сергея Рафаиловича Гриневецкого.

## Награды
- Орден Богдана Хмельницкого II степени, 11 октября 2018 года
- Орден Богдана Хмельницкого III степени, 21 января 2017 года
- Нагрудный знак «За воинскую доблесть», 7 августа 2018 года
- Нагрудный знак «Знак почёта», 26 ноября 2016 года
- Нагрудный знак «За образцовую службу» (укр. Нагрудний знак «За зразкову службу»), 23 сентября 2017 года
- Нагрудный знак «За укрепление обороноспособности» (укр. Нагрудний знак «За зміцнення обороноздатності»), 30 ноября 2018 года
- Медаль «15 лет добросовестной службы» (укр. Медаль «15 років сумлінної служби» (Міністерство оборони України))
- Медаль «10 лет добросовестной службы» (укр. Медаль «10 років сумлінної служби» (Міністерство оборони України))
- Медаль «За образцовую службу в Вооружённых силах Украины» (укр. Медаль «За зразкову службу у Збройних Силах України») III степени
- Медаль «15 лет Вооружённым силам Украины», 9 октября 2006 года
- Нагрудный знак «За достижения в военной службе» (укр. Нагрудний знак «За досягнення у військовій службі») I степени
- Знак отличия командующего оперативного командования «Юг», 3 сентября 2018 года